# コリーン・マッカラ
コリーン・マッカラ（Colleen McCullough、1937年6月1日 - 2015年1月29日）は、オーストラリアの女性小説家。
ニューサウスウェールズ州ウェリントン出身。シドニー大学を卒業し、小説家としてデビュー前にはロイヤル・ノース・ショア病院やイェール・メディカル・スクールにて神経科学者として働いていた。
代表作『ソーン・バーズ』はドラマ化もされて大ヒットしている。

## 主な作品
- ただ「あなた」だけで美しい (1974) Tim
- ソーン・バーズ (1977) The Thorn Birds
- トロイアの歌 -ギリシャ神話物語 (1998) The Song of Troy

## 日本語訳された作品
- 『ソーン・バーズ <1>、<2>、<3>』講談社文庫、田中融二訳、講談社、1984年
- 『ただ「あなた」だけで美しい』、中山富美子訳、PHP研究所、1993年
- 『トロイアの歌 - ギリシア神話物語』、高瀬素子訳、NHK出版、2000年